# アインハイツディーゼル
アインハイツディーゼル (ドイツ語: Einheitsdiesel) は、1930年代にドイツ国防軍が進めていた軍用オフロードトラックの開発・調達計画の呼称、およびこの計画で開発された軍用トラックの呼称である。
名称の"アインハイツ"はドイツ語で「統制型」「標準型」といった意味で、この計画では複数のメーカーで統一した仕様のトラックを生産し、生産性や保守性を高める事が計画されていた。当初の計画では2軸、3軸、4軸の各種トラックの仕様標準化が目的とされたが、3軸の2.5トントラックのみが量産された。

## 概要
1930年代のドイツ軍は、様々な自動車メーカーがそれぞれ開発・製造した自動車やトラックを個別に導入しており、保守や整備が非常に複雑化していた。軍はこれらの車両の仕様標準化を目指し、乗用車については統制型乗用車（アインハイツ
・パーソネンクラフトワーゲン）と呼ばれる標準化計画が進められ、トラックについてはアインハイツディーゼルとして標準化仕様策定が進められた。
搭載されるHWA 526 Dエンジン（出力80hp）はMAN社が策定した仕様に基づいてヘンシェル社とマギルスKHD社で開発され、シャーシは主にヘンシェルが主体となって開発を進めた。
アインハイツディーゼルの車種は統制型乗用車計画の中で仕様策定されたMittelschwerer geländegängiger Lastkraftwagen (m. gl. Lkw, 中型オフロードトラック)とは異なり、3軸全輪駆動で、全軸にシングルタイヤを装着する仕様であった。
アインハイツディーゼルの生産には多くの自動車メーカーが参加した。
- ビュッシング-NAG（英語版） - 3,500両
- ダイムラー・ベンツ - 550両
- ファウン（ドイツ語版） - 700両
- ヘンシェル - 1,500両
- マギルスKHD - 2,500両
- MAN - 1,795両

これらの企業以外にも、ボルクヴァルト、クルップ、フォマークなども製造にに加わっており、総計で約12,300両のアインハイツディーゼルが生産された。
アインハイツディーゼルのオフロード性能自体は好評であったが、複雑な構造と車格に対する積載能力の低さは問題視され、1940年になるとオペル・ブリッツやメルセデス・ベンツ L3000のような同クラスの積載能力を持ち、よりシンプルな構造の2軸トラックの生産が優先され、アインハイツディーゼルの生産は終了した。

## 構造･型式
生産されたアインハイツディーゼルの多くは、荷台部分が鋼鉄製のフラットベッドタイプのカーゴトラックであった。これ以外には、フィールドキッチンを搭載したモデル、パネルバンタイプの工作作業車、無線通信車、電話通信車などの派生型が生産されている。